# Cantata in honorem Almae Matris Universitatis Iagellonicae sescentos abhinc annos fundatae
De Cantata in honorem Almae Matris Universitatis Iagellonicae sescentos abhinc annos fundatae is een cantate gecomponeerd door de Poolse componist Krzysztof Penderecki. Hij schreef het werk in 1964 ter gelegenheid van het zeshonderdjarige bestaan van de Jagiellonische Universiteit in Krakau. Het (bijna) belangrijkste muziekinstrument in deze cantate is de grote trom, die in het begin-, midden- en eindspel van zich laat horen.
Penderecki schreef het opvallend voor een symfonieorkest zonder houtblazers en strijkinstrumenten op een enkele contrafagot en contrabas na:
- 2 gemengde koren
- 1 contrafagot
- 4 hoorns, 4 trompetten, 3 trombones, 1 tuba
- pauken,  5 man/vrouw percussie, 1  piano, 1 orgel
- 6 contrabassen